# Élections municipales de 2017 dans Marguerite-D'Youville
Pour un article plus général, voir Élections municipales de 2017 en Montérégie.
Cet article concerne les élections municipales de 2017 en Montérégie dans la municipalité régionale de comté de Marguerite-D'Youville.

## Calixa-Lavallée
| Candidats pour la mairie | Vote            | %               |
| ------------------------ | --------------- | --------------- |
| Daniel Plouffe (Sortant) | Sans opposition | Sans opposition |

| Candidats conseiller #1       | Vote            | %               |
| ----------------------------- | --------------- | --------------- |
| Ghislain Beauregard (Sortant) | Sans opposition | Sans opposition |

| Candidats conseiller #2  | Vote            | %               |
| ------------------------ | --------------- | --------------- |
| Daniel Palardy (Sortant) | Sans opposition | Sans opposition |

| Candidats conseiller #3 | Vote            | %               |
| ----------------------- | --------------- | --------------- |
| Claude Lacasse          | Sans opposition | Sans opposition |

| Candidats conseiller #4 | Vote            | %               |
| ----------------------- | --------------- | --------------- |
| Bruno Napert (Sortant)  | Sans opposition | Sans opposition |

| Candidats conseiller #5 | Vote            | %               |
| ----------------------- | --------------- | --------------- |
| Louis Tremblay          | Sans opposition | Sans opposition |

| Candidats conseiller #6 | Vote            | %               |
| ----------------------- | --------------- | --------------- |
| Patrick Keegan          | Sans opposition | Sans opposition |

- Démission de Patrick Keegan, conseiller #6, en mai 2020[1].

## Contrecœur
| Candidats pour la mairie                 | Vote  | %     |
| ---------------------------------------- | ----- | ----- |
| Maud Allaire (Sortante d'un autre poste) | 1 424 | 43,94 |
| Ronald Leclaire                          | 1 163 | 35,88 |
| Joëlle Bissonnette                       | 654   | 20,18 |
| Taux de participation : 51,1 %           |       |       |

| Candidats district de l'Acier (1) | Vote | %     |
| --------------------------------- | ---- | ----- |
| Jonathan Paris                    | 422  | 75,76 |
| Mario Gervais (Sortant)           | 100  | 17,95 |
| Vicenzo Roberto Gattuso           | 35   | 6,28  |

| Candidats district Palardy (2) | Vote | %     |
| ------------------------------ | ---- | ----- |
| Claude Bédard (Sortant)        | 279  | 62,42 |
| Pierre-Olivier Roy             | 168  | 37,58 |

| Candidats district de la Fabrique (3) | Vote | %     |
| ------------------------------------- | ---- | ----- |
| Steve Hamel                           | 295  | 49,00 |
| Pierre Bélisle                        | 267  | 44,35 |
| Roger Southière                       | 40   | 6,64  |

| Candidats district du Moulin (4) | Vote | %     |
| -------------------------------- | ---- | ----- |
| Dominique Doyon                  | 265  | 54,30 |
| Véronique Lemieux                | 223  | 45,70 |

| Candidats district Grand St-Ours (5) | Vote | %     |
| ------------------------------------ | ---- | ----- |
| André Gosselin (Sortant)             | 320  | 55,46 |
| Vanessa Bourdage                     | 257  | 44,54 |

| Candidats district St-Laurent-du-Fleuve (6) | Vote | %     |
| ------------------------------------------- | ---- | ----- |
| Jean Grenier                                | 285  | 53,98 |
| Denis-Charles Drapeau                       | 243  | 46,02 |

- Élection partielle au poste de conseiller #6 le 4 novembre 2018[2].
  - Organisée en raison du décès du conseiller Jean Grenier en juillet 2018[3].
  - Élection de Denis-Charles Drapeau au poste de conseiller #6[2].

| Candidats district St-Laurent-du-Fleuve (6) | Vote | %   |
| ------------------------------------------- | ---- | --- |
| Denis-Charles Drapeau                       | 231  | n/d |
| Cindy De Champlain                          | n/d  | n/d |
| Jean Fortin                                 | n/d  | n/d |
| Taux de participation : 30,3 %              |      |     |

## Saint-Amable
| Partis                         | Partis                          | Candidats pour la mairie   | Vote  | %     |
| ------------------------------ | ------------------------------- | -------------------------- | ----- | ----- |
|                                | Vision Equipe Stéphane Williams | Stéphane Williams          | 2 911 | 70,25 |
|                                | Essor                           | François Gamache (Sortant) | 1 233 | 29,75 |
| Taux de participation : 46,2 % |                                 |                            |       |       |

| Partis | Partis                          | Candidats district #1  | Vote | %     |
| ------ | ------------------------------- | ---------------------- | ---- | ----- |
|        | Vision Equipe Stéphane Williams | Marie-Eve Tanguay      | 527  | 70,93 |
|        | Essor                           | Mario McDuff (Sortant) | 216  | 29,07 |

| Partis | Partis                          | Candidats district #2 | Vote | %     |
| ------ | ------------------------------- | --------------------- | ---- | ----- |
|        | Vision Equipe Stéphane Williams | Mathieu Daviault      | 486  | 54,00 |
|        | Indépendant                     | Bruno Champagne       | 282  | 31,33 |
|        | Essor                           | Valérie La Madeleine  | 132  | 14,67 |

| Partis | Partis                          | Candidats district #3     | Vote | %     |
| ------ | ------------------------------- | ------------------------- | ---- | ----- |
|        | Vision Equipe Stéphane Williams | Vicky Langevin            | 385  | 59,14 |
|        | Essor                           | Pierre Vermette (Sortant) | 266  | 40,86 |

| Partis | Partis                          | Candidats district #4       | Vote | %     |
| ------ | ------------------------------- | --------------------------- | ---- | ----- |
|        | Vision Equipe Stéphane Williams | France Gosselin             | 432  | 64,48 |
|        | Essor                           | Nathalie Poitras (Sortante) | 238  | 35,52 |

| Partis | Partis                          | Candidats district #5 | Vote | %     |
| ------ | ------------------------------- | --------------------- | ---- | ----- |
|        | Vision Equipe Stéphane Williams | Robert Gagnon         | 403  | 71,84 |
|        | Essor                           | Jenny Delage          | 158  | 28,16 |

| Partis | Partis                          | Candidats district #6     | Vote | %     |
| ------ | ------------------------------- | ------------------------- | ---- | ----- |
|        | Vision Equipe Stéphane Williams | Michel Martel             | 443  | 74,08 |
|        | Essor                           | Monique Savard (Sortante) | 155  | 25,92 |

## Sainte-Julie
| Partis | Partis                                    | Candidats pour la mairie | Vote            | %               |
| ------ | ----------------------------------------- | ------------------------ | --------------- | --------------- |
|        | La voix des citoyens - Équipe Suzanne Roy | Suzanne Roy (Sortante)   | Sans opposition | Sans opposition |

| Partis | Partis                                    | Candidats district de la Belle-Rivière-Ringuet (1) | Vote            | %               |
| ------ | ----------------------------------------- | -------------------------------------------------- | --------------- | --------------- |
|        | La voix des citoyens - Équipe Suzanne Roy | Isabelle Poulet (Sortante)                         | Sans opposition | Sans opposition |

| Partis | Partis                                    | Candidats district du Moulin (2) | Vote            | %               |
| ------ | ----------------------------------------- | -------------------------------- | --------------- | --------------- |
|        | La voix des citoyens - Équipe Suzanne Roy | André Lemay (Sortant)            | Sans opposition | Sans opposition |

| Partis | Partis                                    | Candidats district de la Vallée (3) | Vote | %     |
| ------ | ----------------------------------------- | ----------------------------------- | ---- | ----- |
|        | La voix des citoyens - Équipe Suzanne Roy | Claude Dalpé                        | 714  | 91,66 |
|        | Indépendant                               | Étienne Régimbald                   | 65   | 8,34  |

| Partis | Partis                                    | Candidats district du Rucher (4) | Vote | %     |
| ------ | ----------------------------------------- | -------------------------------- | ---- | ----- |
|        | La voix des citoyens - Équipe Suzanne Roy | Nicole Marchand (Sortante)       | 753  | 66,34 |
|        | Indépendant                               | Yann Marcotte                    | 382  | 33,66 |

| Partis | Partis                                    | Candidats district du Vieux-Village (5) | Vote            | %               |
| ------ | ----------------------------------------- | --------------------------------------- | --------------- | --------------- |
|        | La voix des citoyens - Équipe Suzanne Roy | Mario Lemay (Sortant)                   | Sans opposition | Sans opposition |

| Partis | Partis                                    | Candidats district du Grand-Coteau (6) | Vote            | %               |
| ------ | ----------------------------------------- | -------------------------------------- | --------------- | --------------- |
|        | La voix des citoyens - Équipe Suzanne Roy | Normand Varin (Sortant)                | Sans opposition | Sans opposition |

| Partis | Partis                                    | Candidats district de l'Arc-en-Ciel (7) | Vote            | %               |
| ------ | ----------------------------------------- | --------------------------------------- | --------------- | --------------- |
|        | La voix des citoyens - Équipe Suzanne Roy | Amélie Poirier                          | Sans opposition | Sans opposition |

| Partis | Partis                                    | Candidats district de la Montagne (8) | Vote            | %               |
| ------ | ----------------------------------------- | ------------------------------------- | --------------- | --------------- |
|        | La voix des citoyens - Équipe Suzanne Roy | Lucie Bisson (Sortante)               | Sans opposition | Sans opposition |

## Varennes
| Partis | Partis                            | Candidats pour la mairie    | Vote            | %               |
| ------ | --------------------------------- | --------------------------- | --------------- | --------------- |
|        | Parti Durable - Équipe Damphousse | Martin Damphousse (Sortant) | Sans opposition | Sans opposition |

| Partis | Partis                            | Candidats district La Guillaudière (1) | Vote | %     |
| ------ | --------------------------------- | -------------------------------------- | ---- | ----- |
|        | Parti Durable - Équipe Damphousse | Marc-André Savaria (Sortant)           | 689  | 70,45 |
|        | Indépendant                       | Marie-Ève Dulude                       | 289  | 29,55 |

| Partis | Partis                            | Candidats district La Sitière (2) | Vote            | %               |
| ------ | --------------------------------- | --------------------------------- | --------------- | --------------- |
|        | Parti Durable - Équipe Damphousse | Lyne Beaulieu (Sortante)          | Sans opposition | Sans opposition |

| Partis | Partis                            | Candidats district Langloiserie (3) | Vote            | %               |
| ------ | --------------------------------- | ----------------------------------- | --------------- | --------------- |
|        | Parti Durable - Équipe Damphousse | Mélanie Simoneau                    | Sans opposition | Sans opposition |

| Partis | Partis                            | Candidats district Notre-Dame (4) | Vote            | %               |
| ------ | --------------------------------- | --------------------------------- | --------------- | --------------- |
|        | Parti Durable - Équipe Damphousse | Denis Le Blanc (Sortant)          | Sans opposition | Sans opposition |

| Partis | Partis                            | Candidats district Petite-Patrie (5) | Vote            | %               |
| ------ | --------------------------------- | ------------------------------------ | --------------- | --------------- |
|        | Parti Durable - Équipe Damphousse | Benoit Duval                         | Sans opposition | Sans opposition |

| Partis | Partis                            | Candidats district Les Seigneuries (6) | Vote            | %               |
| ------ | --------------------------------- | -------------------------------------- | --------------- | --------------- |
|        | Parti Durable - Équipe Damphousse | Natalie Parent (Sortante)              | Sans opposition | Sans opposition |

| Partis | Partis                            | Candidats district Saint-Charles (7) | Vote            | %               |
| ------ | --------------------------------- | ------------------------------------ | --------------- | --------------- |
|        | Parti Durable - Équipe Damphousse | Gaétan Marcil (Sortant)              | Sans opposition | Sans opposition |

| Partis | Partis                            | Candidats district De Martigny (8) | Vote            | %               |
| ------ | --------------------------------- | ---------------------------------- | --------------- | --------------- |
|        | Parti Durable - Équipe Damphousse | Brigitte Collin (Sortante)         | Sans opposition | Sans opposition |

- Élection partielle au poste de conseiller du district numéro 2 - La Sitière le 31 mars 2019[4].
  - Organisée à la suite de l'annonce du départ de la conseillère Lyne Beaulieu le 5 novembre 2019 afin de relevé de nouveaux défis professionnelles[5].
  - Geneviève Labrecque est proclamée élue par acclamation le 7 mars 2019[6].

| Candidats district La Sitière (2) | Vote            | %               |
| --------------------------------- | --------------- | --------------- |
| Geneviève Labrecque               | Sans opposition | Sans opposition |

## Verchères
| Candidats pour la mairie    | Vote            | %               |
| --------------------------- | --------------- | --------------- |
| Alexandre Bélisle (Sortant) | Sans opposition | Sans opposition |

| Candidats conseiller #1 | Vote | %     |
| ----------------------- | ---- | ----- |
| Benoit Marotte          | 165  | 52,05 |
| Micheline Lagarde       | 152  | 47,95 |

| Candidats conseiller #2                      | Vote | %     |
| -------------------------------------------- | ---- | ----- |
| Carole Boisvert                              | 114  | 39,04 |
| André Dansereau (Sortant)                    | 61   | 20,89 |
| Denis Duhalde                                | 51   | 17,47 |
| Michèle Tremblay (Sortante d'un autre poste) | 40   | 13,70 |
| Michèle Couture                              | 26   | 8,90  |

| Candidats conseiller #3 | Vote | %     |
| ----------------------- | ---- | ----- |
| Jarrod Gosselin         | 218  | 62,64 |
| Luc Fortin (Sortant)    | 130  | 37,36 |

| Candidats district #4      | Vote            | %               |
| -------------------------- | --------------- | --------------- |
| Gilles Lamoureux (Sortant) | Sans opposition | Sans opposition |

| Candidats district #5   | Vote            | %               |
| ----------------------- | --------------- | --------------- |
| Claude Ménard (Sortant) | Sans opposition | Sans opposition |

| Candidats district #6       | Vote            | %               |
| --------------------------- | --------------- | --------------- |
| Nathalie Fillion (Sortante) | Sans opposition | Sans opposition |

- Élection partielle au poste de conseiller #3 le 27 octobre 2019[7]
  - Christine Duchesne est élue conseillère[7]

| Candidats conseiller #3                    | Vote | %     |
| ------------------------------------------ | ---- | ----- |
| Christine Duchesne                         | 111  | 63,79 |
| Frédéric Pomerleau                         | 45   | 25,86 |
| Maxime Manseau-Saulnier                    | 18   | 10,34 |
| Taux de participation : 174 / 818 (21,0 %) |      |       |